# Al Roker
Albert Lincoln Roker Jr., detto Al (New York, 20 agosto 1954), è un annunciatore televisivo, attore e giornalista statunitense.
Noto annunciatore televisivo delle previsioni del tempo, Roker voleva diventare un fumettista ma poi decise di dedicarsi alla televisione, dopo essersi laureato in scienze della comunicazione alla State University of New York.
Nel 1984 ha sposato la produttrice della WNBC Alice Bell dalla quale ha avuto una figlia, Courtney (1987); nel 1994 ha divorziato e un anno dopo si è risposato con la giornalista Deborah Roberts dalla quale ha avuto due figli: Leila (1998) e Nicholas Albert (2002).
È cugino dell'attrice Roxie Roker e di suo figlio, il cantante Lenny Kravitz.

## Filmografia parziale
- Seinfeld, stagione 5, episodio 10 - sé stesso
- Will & Grace, episodio 2x14 (2000)
- Mi sono perso il Natale (2006) - sé stesso.
- Zombieland - Doppio colpo (2019)

## Doppiaggio
- Annunciatore in Madagascar 2
- Sé stesso in I Simpson (episodio 24x01)
- Dim in Kung Fu Panda 3

## Doppiatori italiani
Nelle versioni in italiano delle opere in cui ha recitato, Al Roker è stato doppiato da:
- Diego Reggente in Mi sono perso il Natale
- Oreste Baldini in Zombieland – Doppio colpo
- Roberto Fidecaro in Chi sei, Charlie Brown?

Da doppiatore è sostituito da:
- Roberto Draghetti in Pirati! Briganti da strapazzo
- Giampiero Luciani in Kung Fu Panda 3
- Massimo De Ambrosis in La famiglia Proud: più forte e orgogliosa